# 1980-as Le Mans-i 24 órás verseny
A 48. Le Mans-i 24 órás versenyt 1980. június 14. és június 15. között rendezték meg.

## Végeredmény
| Helyezés | Kategória | #  | Csapat                                   | Versenyző                                                   | Modell                             | Gumi     | Körök |
| Helyezés | Kategória | #  | Csapat                                   | Versenyző                                                   | Motor                              | Gumi     | Körök |
| -------- | --------- | -- | ---------------------------------------- | ----------------------------------------------------------- | ---------------------------------- | -------- | ----- |
| 1        | S +2.0    | 16 | LePoint Jean Rondeau                     | Jean Rondeau Jean-Pierre Jaussaud                           | Rondeau M379                       | Goodyear | 338   |
| 1        | S +2.0    | 16 | LePoint Jean Rondeau                     | Jean Rondeau Jean-Pierre Jaussaud                           | Ford Cosworth DFV 3.0L V8          | Goodyear | 338   |
| 2        | S +2.0    | 9  | Equipe Liqui Moly - Martini Racing       | Jacky Ickx Reinhold Joest                                   | Porsche 908/80                     | Dunlop   | 336   |
| 2        | S +2.0    | 9  | Equipe Liqui Moly - Martini Racing       | Jacky Ickx Reinhold Joest                                   | Porsche 2.1L Turbo Flat-6          | Dunlop   | 336   |
| 3        | GTP       | 17 | Belga Jean Rondeau                       | Gordon Spice Philippe Martin Jean-Michel Martin             | Rondeau M379                       | Goodyear | 329   |
| 3        | GTP       | 17 | Belga Jean Rondeau                       | Gordon Spice Philippe Martin Jean-Michel Martin             | Ford Cosworth DFV 3.0L V8          | Goodyear | 329   |
| 4        | GTP       | 5  | WM Esso                                  | Guy Fréquelin Roger Dorchy                                  | WM P79/80                          | Michelin | 316   |
| 4        | GTP       | 5  | WM Esso                                  | Guy Fréquelin Roger Dorchy                                  | Peugeot PRV 2.7L Turbo V6          | Michelin | 316   |
| 5        | IMSA      | 70 | Dick Barbour Racing                      | John Fitzpatrick Brian Redman Dick Barbour                  | Porsche 935 K3                     | Goodyear | 316   |
| 5        | IMSA      | 70 | Dick Barbour Racing                      | John Fitzpatrick Brian Redman Dick Barbour                  | Porsche Type-935 3.2L Turbo Flat-6 | Goodyear | 316   |
| 6        | GTP       | 4  | Porsche System                           | Manfred Schurti Jürgen Barth                                | Porsche 924 Carrera GT             | Dunlop   | 316   |
| 6        | GTP       | 4  | Porsche System                           | Manfred Schurti Jürgen Barth                                | Porsche 2.0L Turbo I4              | Dunlop   | 316   |
| 7        | S +2.0    | 8  | Alain de Cadenet                         | Alain de Cadenet François Migault                           | De Cadenet-Lola LM                 | Dunlop   | 313   |
| 7        | S +2.0    | 8  | Alain de Cadenet                         | Alain de Cadenet François Migault                           | Ford Cosworth DFV 3.0L V8          | Dunlop   | 313   |
| 8        | Gr.5      | 49 | Vegla Racing Team                        | Harald Grohs Dieter Schornstein                             | Porsche 935                        | Dunlop   | 313   |
| 8        | Gr.5      | 49 | Vegla Racing Team                        | Harald Grohs Dieter Schornstein                             | Porsche Type-935 3.0L Turbo Flat-6 | Dunlop   | 313   |
| 9        | IMSA      | 73 | JLP Racing                               | John Paul Sr. John Paul Jr. Guy Edwards                     | Porsche 935 JLP-2                  | ?        | 312   |
| 9        | IMSA      | 73 | JLP Racing                               | John Paul Sr. John Paul Jr. Guy Edwards                     | Porsche Type-935 3.0L Turbo Flat-6 | ?        | 312   |
| 10       | IMSA      | 76 | JMS Racing Charles Pozzi                 | Jean Xhenceval Pierre Dieudonné Hervé Regout                | Ferrari 512BB/LM                   | Michelin | 312   |
| 10       | IMSA      | 76 | JMS Racing Charles Pozzi                 | Jean Xhenceval Pierre Dieudonné Hervé Regout                | Ferrari 4.9L Flat-12               | Michelin | 312   |
| 11       | GTP       | 6  | WM Esso                                  | Jean-Daniel Raulet Marcel Mamers                            | WM P79/80                          | Michelin | 311   |
| 11       | GTP       | 6  | WM Esso                                  | Jean-Daniel Raulet Marcel Mamers                            | Peugeot PRV 2.7L Turbo Flat-6      | Michelin | 311   |
| 12       | GTP       | 2  | Porsche System                           | Andy Rouse Tony Dron                                        | Porsche 924 Carrera GT             | Dunlop   | 310   |
| 12       | GTP       | 2  | Porsche System                           | Andy Rouse Tony Dron                                        | Porsche 2.0L Turbo I4              | Dunlop   | 310   |
| 13       | GTP       | 3  | Porsche System                           | Derek Bell Al Holbert                                       | Porsche 924 Carrera GT             | Dunlop   | 305   |
| 13       | GTP       | 3  | Porsche System                           | Derek Bell Al Holbert                                       | Porsche 2.0L Turbo I4              | Dunlop   | 305   |
| 14       | IMSA      | 83 | BMW France                               | Didier Pironi Dieter Quester Marcel Mignot                  | BMW M1                             | Dunlop   | 293   |
| 14       | IMSA      | 83 | BMW France                               | Didier Pironi Dieter Quester Marcel Mignot                  | BMW M88 3.5L I6                    | Dunlop   | 293   |
| 15       | IMSA      | 84 | BMW Motorsport GmbH Dominique Lacaud     | Hans Joachim Stuck Dominique Lacaud Hans-Georg Bürger       | BMW M1                             | Dunlop   | 283   |
| 15       | IMSA      | 84 | BMW Motorsport GmbH Dominique Lacaud     | Hans Joachim Stuck Dominique Lacaud Hans-Georg Bürger       | BMW M88 3.5L I6                    | Dunlop   | 283   |
| 16       | GT        | 93 | Thierry Perrier                          | Thierry Perrier Roger Carmillet                             | Porsche 911SC                      | ?        | 280   |
| 16       | GT        | 93 | Thierry Perrier                          | Thierry Perrier Roger Carmillet                             | Porsche 4.6L Flat-6 (Ethanol)      | ?        | 280   |
| 17       | S 2.0     | 25 | ROC - Société Yacco                      | Bruno Sotty Daniel Laurent Philippe Hesnault                | Chevron B36                        | ?        | 276   |
| 17       | S 2.0     | 25 | ROC - Société Yacco                      | Bruno Sotty Daniel Laurent Philippe Hesnault                | ROC-Talbot 2.0L I4                 | ?        | 276   |
| 18       | S 2.0     | 23 | ROC - Société Yacco                      | Michel Dubois Christian Debias Florian Vetsch               | Lola T298                          | ?        | 272   |
| 18       | S 2.0     | 23 | ROC - Société Yacco                      | Michel Dubois Christian Debias Florian Vetsch               | ROC-Talbot 2.0L I4                 | ?        | 272   |
| 19       | Gr.5      | 53 | Jolly Club - Lancia Corse                | Carlo Facetti Martino Finotto                               | Lancia Beta Monte Carlo            | Pirelli  | 272   |
| 19       | Gr.5      | 53 | Jolly Club - Lancia Corse                | Carlo Facetti Martino Finotto                               | Lancia 1.4L Turbo I4               | Pirelli  | 272   |
| 20       | IMSA      | 89 | Hervé Poulain                            | Dany Snobeck Hervé Poulain Pierre Destic                    | Porsche 935                        | Dunlop   | 272   |
| 20       | IMSA      | 89 | Hervé Poulain                            | Dany Snobeck Hervé Poulain Pierre Destic                    | Porsche Type-935 3.0L Turbo Flat-6 | Dunlop   | 272   |
| 21       | IMSA      | 86 | Z & W Enterprises Inc.                   | Ernesto Soto Mark Hutchins Pierre Honnegger                 | Mazda RX-7                         | Goodyear | 266   |
| 21       | IMSA      | 86 | Z & W Enterprises Inc.                   | Ernesto Soto Mark Hutchins Pierre Honnegger                 | Mazda 12A 1.2L 2-Rotor             | Goodyear | 266   |
| 22       | S 2.0     | 29 | Dorset Racing Associates                 | Peter Clarke Nick Mason Martin Birrane                      | Lola T297                          | Dunlop   | 263   |
| 22       | S 2.0     | 29 | Dorset Racing Associates                 | Peter Clarke Nick Mason Martin Birrane                      | Ford Cosworth BDG 2.0L I4          | Dunlop   | 263   |
| 23       | IMSA      | 78 | EMKA Productions                         | Steve O'Rourke Richard Down Simon Phillips                  | Ferrari 512BB/LM                   | Dunlop   | 262   |
| 23       | IMSA      | 78 | EMKA Productions                         | Steve O'Rourke Richard Down Simon Phillips                  | Ferrari 4.9L Flat-12               | Dunlop   | 262   |
| 24       | GT        | 90 | Georges Bourdillat                       | Georges Bourdillat Alain-Michel Bernhard Pascal Ennequin    | Porsche 934                        | Michelin | 248   |
| 24       | GT        | 90 | Georges Bourdillat                       | Georges Bourdillat Alain-Michel Bernhard Pascal Ennequin    | Porsche 3.0L Turbo Flat-6          | Michelin | 248   |
| 25       | S +2.0    | 12 | Dome Co. Ltd.                            | Chris Craft Bob Evans                                       | Dome RL80                          | Dunlop   | 246   |
| 25       | S +2.0    | 12 | Dome Co. Ltd.                            | Chris Craft Bob Evans                                       | Ford Cosworth DFV 3.0L V8          | Dunlop   | 246   |
| 26 DNF   | GTP       | 7  | WM Esso                                  | Serge Saulnier Jean-Louis Bousquet Denis Morin              | WM P79/80                          | Michelin | 264   |
| 26 DNF   | GTP       | 7  | WM Esso                                  | Serge Saulnier Jean-Louis Bousquet Denis Morin              | Peugeot PRV 2.7L Turbo V6          | Michelin | 264   |
| 27 DNF   | S 2.0     | 27 | Michel Elkoubi / Primagaz                | Patrick Perrier Pierre Yver                                 | Lola T298                          | ?        | 255   |
| 27 DNF   | S 2.0     | 27 | Michel Elkoubi / Primagaz                | Patrick Perrier Pierre Yver                                 | BMW M12 2.0L I4                    | ?        | 255   |
| 28 DNF   | GT        | 94 | Equipe Alméras Frères                    | Jacques Alméras Jean-Marie Alméras Marianne Hoepfner        | Porsche 934                        | Michelin | 251   |
| 28 DNF   | GT        | 94 | Equipe Alméras Frères                    | Jacques Alméras Jean-Marie Alméras Marianne Hoepfner        | Porsche 3.3L Turbo Flat-6          | Michelin | 251   |
| 29 DNF   | IMSA      | 69 | Racing Associates Inc.                   | Bob Akin Ralph Kent-Cooke Paul Miller                       | Porsche 935 K3                     | ?        | 237   |
| 29 DNF   | IMSA      | 69 | Racing Associates Inc.                   | Bob Akin Ralph Kent-Cooke Paul Miller                       | Porsche Type-935 3.0L Turbo Flat-6 | ?        | 237   |
| 30 DNF   | IMSA      | 95 | BMW Zol-Auto                             | François Sérvanin Laurent Ferrier Pierre-François Rousselot | BMW M1                             | Goodyear | 237   |
| 30 DNF   | IMSA      | 95 | BMW Zol-Auto                             | François Sérvanin Laurent Ferrier Pierre-François Rousselot | BMW M88 3.5L I6                    | Goodyear | 237   |
| 31 DNF   | Gr.5      | 43 | Malardeau Kremer Racing                  | Xavier Lapeyre Jean-Louis Trintignant Anny-Charlotte Verney | Porsche 935 K3                     | Dunlop   | 217   |
| 31 DNF   | Gr.5      | 43 | Malardeau Kremer Racing                  | Xavier Lapeyre Jean-Louis Trintignant Anny-Charlotte Verney | Porsche Type-935 3.0L Turbo Flat-6 | Dunlop   | 217   |
| 32 DNF   | Gr.5      | 45 | Gelo Racing Team                         | Bob Wollek Helmut Kelleners                                 | Porsche 935                        | Pirelli  | 191   |
| 32 DNF   | Gr.5      | 45 | Gelo Racing Team                         | Bob Wollek Helmut Kelleners                                 | Porsche Type-935 3.2L Turbo Flat-6 | Pirelli  | 191   |
| 33 DNF   | Gr.5      | 42 | Gozzy Kremer Racing                      | Tetsu Ikuzawa Rolf Stommelen Axel Plankenhorn               | Porsche 935 K3                     | Dunlop   | 167   |
| 33 DNF   | Gr.5      | 42 | Gozzy Kremer Racing                      | Tetsu Ikuzawa Rolf Stommelen Axel Plankenhorn               | Porsche Type-935 3.0L Turbo Flat-6 | Dunlop   | 167   |
| 34 DNF   | GT        | 80 | Diego Febles Racing                      | Armando Gonzales Diego Febles Francisco Romero              | Porsche 934                        | ?        | 164   |
| 34 DNF   | GT        | 80 | Diego Febles Racing                      | Armando Gonzales Diego Febles Francisco Romero              | Porsche 3.0L Turbo Flat-6          | ?        | 164   |
| 35 DNF   | Gr.5      | 44 | Charles Ivey Racing                      | Peter Lovett Dudley Wood John Cooper                        | Porsche 935 K3                     | Dunlop   | 158   |
| 35 DNF   | Gr.5      | 44 | Charles Ivey Racing                      | Peter Lovett Dudley Wood John Cooper                        | Porsche Type-935 3.0L Turbo Flat-6 | Dunlop   | 158   |
| 36 DNF   | S 2.0     | 28 | Scuderia Torino Corse                    | Lella Lombardi Mark Thatcher                                | Osella PA8                         | Pirelli  | 157   |
| 36 DNF   | S 2.0     | 28 | Scuderia Torino Corse                    | Lella Lombardi Mark Thatcher                                | BMW M12 2.0L I4                    | Pirelli  | 157   |
| 37 DNF   | IMSA      | 85 | Sun System Whittington Brothers Racing   | Hurley Haywood Don Whittington Dale Whittington             | Porsche 935 K3                     | Goodyear | 151   |
| 37 DNF   | IMSA      | 85 | Sun System Whittington Brothers Racing   | Hurley Haywood Don Whittington Dale Whittington             | Porsche Type-935 3.0L Turbo Flat-6 | Goodyear | 151   |
| 38 DNF   | GT        | 91 | ASA Cachia                               | Christian Bussi Bernard Salam Cyril Grandet                 | Porsche 934                        | ?        | 137   |
| 38 DNF   | GT        | 91 | ASA Cachia                               | Christian Bussi Bernard Salam Cyril Grandet                 | Porsche 3.0L Turbo Flat-6          | ?        | 137   |
| 39 DNF   | IMSA      | 71 | Dick Barbour Racing                      | Bobby Rahal Bob Garretson Allan Moffat                      | Porsche 935 K3                     | Goodyear | 134   |
| 39 DNF   | IMSA      | 71 | Dick Barbour Racing                      | Bobby Rahal Bob Garretson Allan Moffat                      | Porsche Type-935 3.0L Turbo Flat-6 | Goodyear | 134   |
| 40 DNF   | IMSA      | 77 | JMS Racing Charles Pozzi                 | Jean-Claude Andruet Claude Ballot-Léna                      | Ferrari 512BB/LM                   | Michelin | 129   |
| 40 DNF   | IMSA      | 77 | JMS Racing Charles Pozzi                 | Jean-Claude Andruet Claude Ballot-Léna                      | Ferrari 4.9L Flat-12               | Michelin | 129   |
| 41 DNF   | S +2.0    | 1  | André Chevalley Racing                   | Patrick Gaillard François Trisconi André Chevalley          | ACR 80 (Lola T380)                 | ?        | 126   |
| 41 DNF   | S +2.0    | 1  | André Chevalley Racing                   | Patrick Gaillard François Trisconi André Chevalley          | Ford Cosworth DFV 3.0L V8          | ?        | 126   |
| 42 DNF   | GTX       | 96 | Garage du Bac                            | Frederic Alliot Jacques Guérin                              | BMW M1                             | Dunlop   | 125   |
| 42 DNF   | GTX       | 96 | Garage du Bac                            | Frederic Alliot Jacques Guérin                              | BMW M88 3.5L I6                    | Dunlop   | 125   |
| 43 DNF   | S +2.0    | 15 | ITT Jean Rondeau                         | Henri Pescarolo Jean Ragnotti                               | Rondeau M379                       | Goodyear | 124   |
| 43 DNF   | S +2.0    | 15 | ITT Jean Rondeau                         | Henri Pescarolo Jean Ragnotti                               | Ford Cosworth DFV 3.0L V8          | Goodyear | 124   |
| 44 DNF   | Gr.5      | 41 | Porsche Kremer Racing                    | Ted Field Danny Ongais Jean-Louis Lafosse                   | Porsche 935 K3                     | Dunlop   | 89    |
| 44 DNF   | Gr.5      | 41 | Porsche Kremer Racing                    | Ted Field Danny Ongais Jean-Louis Lafosse                   | Porsche 3.0L Turbo Flat-6          | Dunlop   | 89    |
| 45 DNF   | S 2.0     | 22 | Hubert Striebig                          | Michel Pignard Mario Ketterer Hubert Striebig               | Toj SM01                           | ?        | 79    |
| 45 DNF   | S 2.0     | 22 | Hubert Striebig                          | Michel Pignard Mario Ketterer Hubert Striebig               | BMW 2.0L I4                        | ?        | 79    |
| 46 DNF   | IMSA      | 75 | JMS Racing Charles Pozzi                 | Lucien Guitteny Gérard Bleynie                              | Ferrari 512BB/LM                   | Michelin | 47    |
| 46 DNF   | IMSA      | 75 | JMS Racing Charles Pozzi                 | Lucien Guitteny Gérard Bleynie                              | Ferrari 4.9L Flat-12               | Michelin | 47    |
| 47 DNF   | IMSA      | 82 | March Racing Ltd.                        | Manfred Winkelhock Patrick Nève Michael Korton              | BMW M1                             | Dunlop   | 38    |
| 47 DNF   | IMSA      | 82 | March Racing Ltd.                        | Manfred Winkelhock Patrick Nève Michael Korton              | BMW M88 3.5L I6                    | Dunlop   | 38    |
| 48 DNF   | Gr.5      | 46 | Meccarillos Racing                       | Claude Haldi Bernard Béguin Volkert Merl                    | Porsche 935                        | Dunlop   | 37    |
| 48 DNF   | Gr.5      | 46 | Meccarillos Racing                       | Claude Haldi Bernard Béguin Volkert Merl                    | Porsche Type-935 2.9L Turbo Flat-6 | Dunlop   | 37    |
| 49 DNF   | S 2.0     | 24 | ROC - Sociéte Yacco                      | Marc Sourd Bernard Verdier                                  | Lola T298                          | ?        | 27    |
| 49 DNF   | S 2.0     | 24 | ROC - Sociéte Yacco                      | Marc Sourd Bernard Verdier                                  | ROC-Talbot 2.0L I4                 | ?        | 27    |
| 50 DNF   | Gr.5      | 52 | Scuderia Lancia Corse                    | Piercarlo Ghinzani Markku Alén Gianfranco Brancatelli       | Lancia Beta Monte Carlo            | Pirelli  | 26    |
| 50 DNF   | Gr.5      | 52 | Scuderia Lancia Corse                    | Piercarlo Ghinzani Markku Alén Gianfranco Brancatelli       | Lancia 1.4L Turbo I4               | Pirelli  | 26    |
| 51 DNF   | IMSA      | 79 | Scuderia Supercar Bellancauto            | Spartaco Dini Fabrizio Violati Maurizio Micangeli           | Ferrari 512BB/LM                   | ?        | 10    |
| 51 DNF   | IMSA      | 79 | Scuderia Supercar Bellancauto            | Spartaco Dini Fabrizio Violati Maurizio Micangeli           | Ferrari 4.9L Flat-12               | ?        | 10    |
| 52 DNF   | IMSA      | 68 | Racing Associates Inc.                   | Skeeter McKitterick Charles Mendez Leon Walger              | Porsche 935 K3                     | ?        | 9     |
| 52 DNF   | IMSA      | 68 | Racing Associates Inc.                   | Skeeter McKitterick Charles Mendez Leon Walger              | Porsche Type-935 3.0L Turbo Flat-6 | ?        | 9     |
| 53 DNF   | IMSA      | 72 | Wynn's International Dick Barbour Racing | Robert Kirby Mike Sherwin Bob Harmon                        | Porsche 935 K3                     | Goodyear | 7     |
| 53 DNF   | IMSA      | 72 | Wynn's International Dick Barbour Racing | Robert Kirby Mike Sherwin Bob Harmon                        | Porsche Type-935 3.0L Turbo Flat-6 | Goodyear | 7     |
| 54 DNF   | S 2.0     | 20 | Jean-Philippe Grand                      | Jean-Philippe Grand Yves Courage                            | Chevron B36                        | ?        | 6     |
| 54 DNF   | S 2.0     | 20 | Jean-Philippe Grand                      | Jean-Philippe Grand Yves Courage                            | BMW M12 2.0L I4                    | ?        | 6     |
| 55 DNF   | Gr.5      | 51 | Scuderia Lancia Corse                    | Hans Heyer Bernard Darniche Teo Fabi                        | Lancia Beta Monte Carlo            | Pirelli  | 6     |
| 55 DNF   | Gr.5      | 51 | Scuderia Lancia Corse                    | Hans Heyer Bernard Darniche Teo Fabi                        | Lancia 1.4L Turbo I4               | Pirelli  | 6     |